# 거창 거열산성
거창 거열산성(居昌 居列山城)은 대한민국 경상남도 거창군 거창읍 상리에 있는 돌로 쌓은 산성으로 일명 건흥산성(乾興山城)이라 부른다. 1974년 12월 28일 경상남도의 기념물 제22호 거열성으로 지정되었다가, 2018년 12월 20일 거창 거열성으로 변경되었고, 2020년 9월 4일에 현재의 이름으로 바뀌었다.

## 개요
경상남도 거창군 거창읍 상리에 있는 돌로 쌓은 산성으로 일명 건흥산성(乾興山城)이라 부른다. 덕유산 줄기에 있는 해발 563m의 건마산의 끝부분 꼭대기에 있는데, 성 아래에서 성곽이 보이지 않게 산의 지세와 능선의 높낮이를 이용하여 요새와 같이 쌓았다.
《동국여지승람》에는 읍의 북쪽 8리에 있고, 둘레가 3리나 되는 돌로 쌓은 산성이라 기록하고 있다. 현재 성벽의 둘레는 약 1.5km, 높이 8m, 아랫부분의 폭은 7m, 윗부분의 폭은 4m이다.
성이 만들어진 정확한 연대는 알 수 없으나 부근에 있는 또 다른 성터와 함께 신라와 백제가 치열한 싸움을 하였던 곳으로 전해 온다. 신라 문무왕 3년(663) 이곳에 웅거한 백제의 부흥운동군을 신라의 장군인 흠순(欽純)과 천존(天存) 등이 공격하여 700여명의 목을 베었다는 기록이 있다.
성 안에는 망루를 세운 7곳의 흔적과 건물터, 우물터 등이 있으며, 동쪽에는 수원(水原)이 있다. 동쪽 성문터 밖에는 병사의 훈련이나 말을 키웠을 것으로 보여지는 평탄한 대지가 있으며, 벽돌과 삼국시대의 붉은 기와조각이 출토되었다.

## 참고 자료
- 거열성 - 국가유산청 국가유산포털